# 蒂鲁万库拉姆
蒂鲁万库拉姆（Thiruvankulam），是印度喀拉拉邦Ernakulam县的一个城镇。总人口21713（2001年）。

## 人口
该地2001年总人口21713人，其中男性10774人，女性10939人；0—6岁人口2139人，其中男1070人，女1069人；识字率86.01%，其中男性为87.78%，女性为84.28%。